# Dodge La Femme

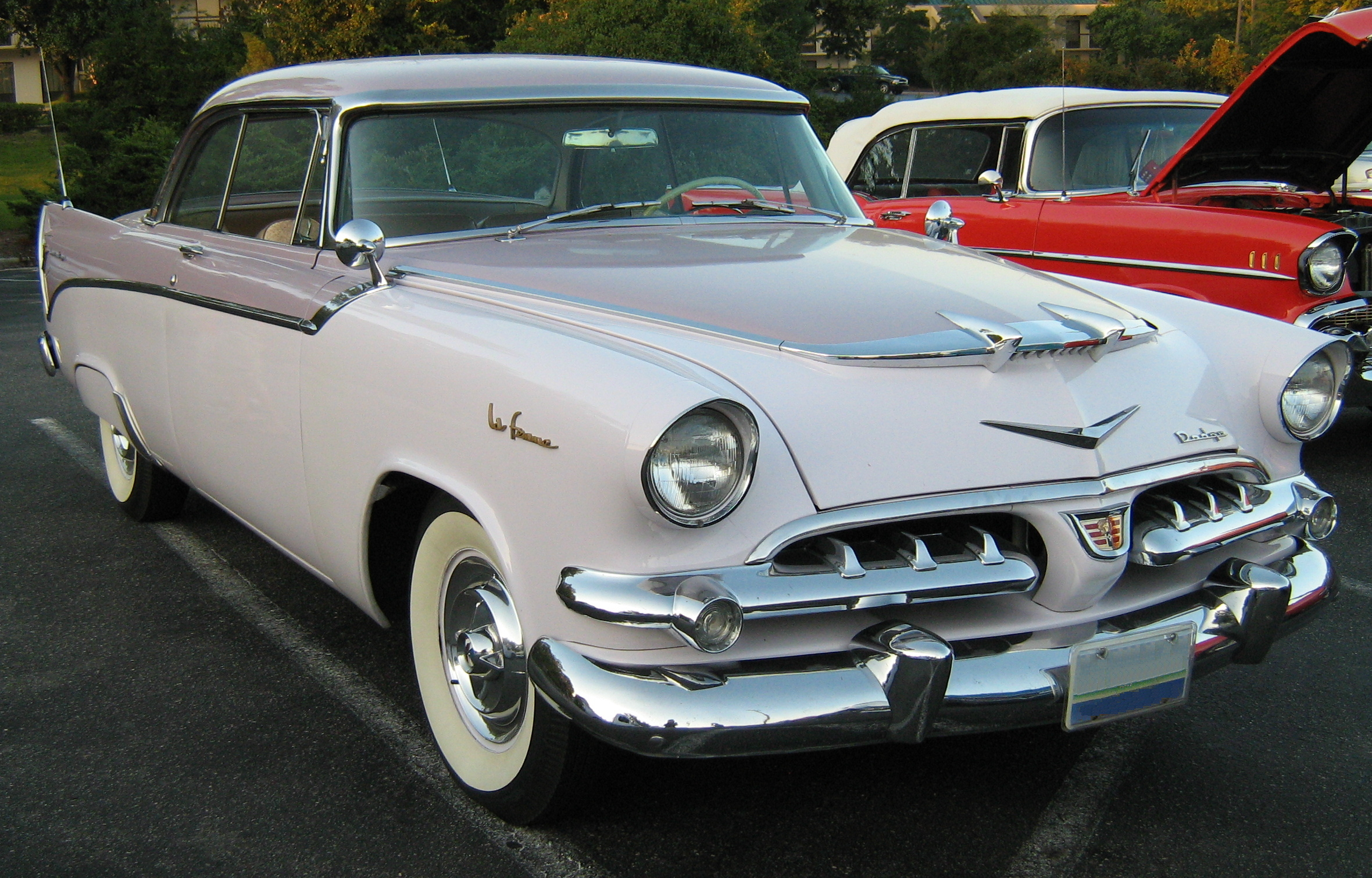
Dodge La Femme (Baujahr 1956)

Der Dodge La Femme war ein PKW der Custom Royal Serie, den Dodge in den Modelljahren 1955 und 1956 anbot. Die Existenz des La Femme war auf die Erkenntnis der Chrysler-Marketingabteilung zurückzuführen, dass Frauen in den 1950er-Jahren immer mehr Interesse an Autos zeigten und das Frauen bei der Farbe, die das neue Auto eines Paares haben sollte, immer mehr mitredeten. Der La Femme war ein Versuch, einen Fuß in die Tür zum Automobilmarkt für Frauen zu bekommen.

## Konzept
Das Konzept des Fahrzeuges beruhte auf zwei Chrysler-Showcars des Modelljahres 1954. Sie hießen Le Comte und La Comtesse, basierten auf dem Chrysler Newport Hardtop und hatten durchsichtige Kunststoffdächer über dem gesamten Passagierraum. Le Comte war in maskulinen Farben gehalten, La Comtesse war in „Staubrosa“ und „Taubengrau“ lackiert, um die weibliche Züge zu transportieren. Die positiven Reaktion bestärkten Chrysler in der Weiterverfolgung des La Comtesse-Konzeptes.

## Die Jahrgänge

### 1955

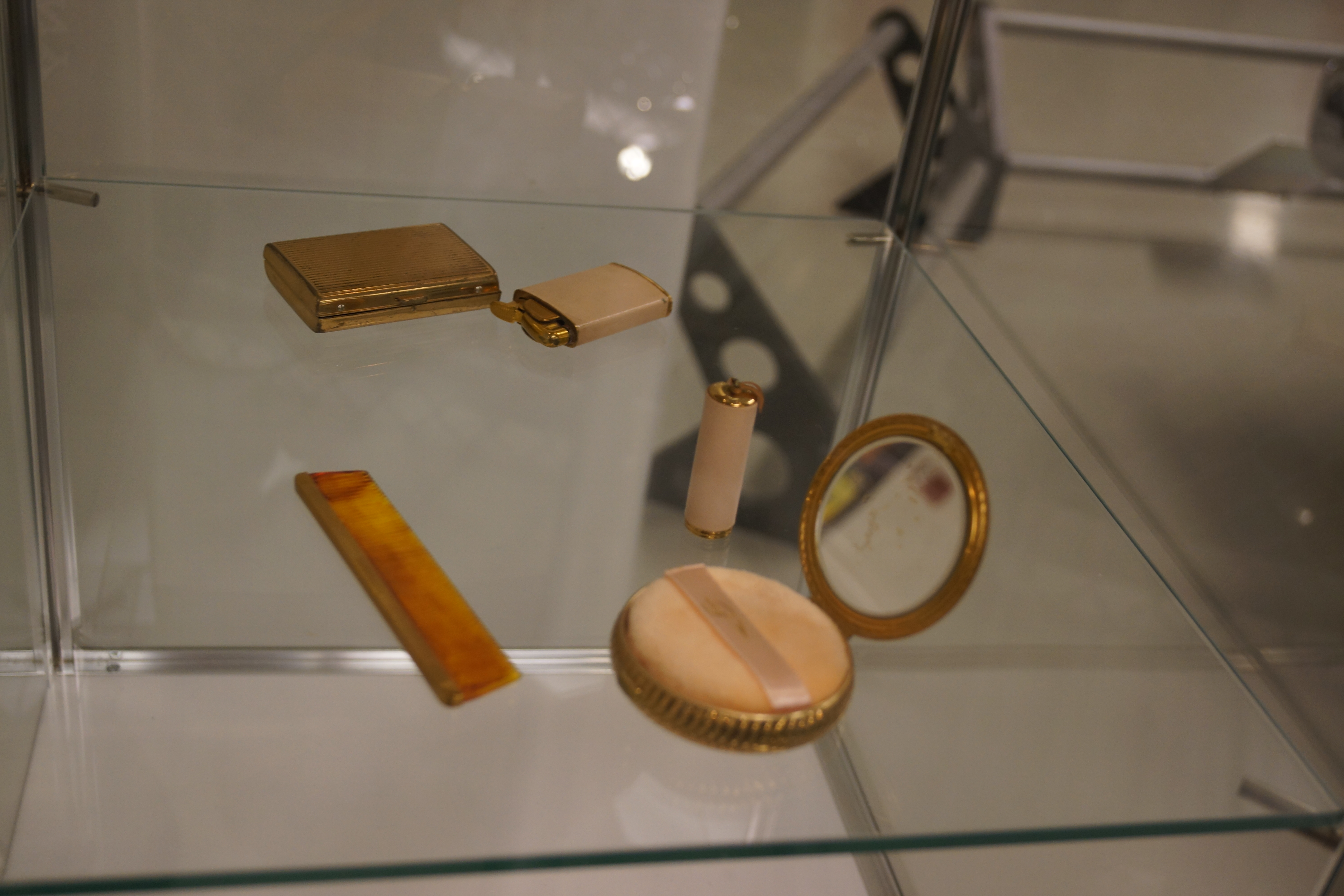
Zubehör des Dodge La Femme

Dieses Konzept wurde an Dodge weitergegeben und erhielt den Namen La Femme. Erster Wagen dieser Serie war ein 1955er Dodge Custom Royal Lancer Hardtop in „Saphierweiß“ und „Heiderosa“. Ab da wurde das Äußere der Fahrzeuge mit einem besonderen, goldenen Schriftzug La Femme anstelle der üblichen Bezeichnung Custom Royal Lancer an den vorderen Kotflügeln versehen.
Auch der Innenraum wurde überarbeitet und besser ausgestattet. Die Sitze waren mit besonderem Bezugsstoff mit pinkfarbenen Rosenblüten auf blassrosa Hintergrund gepolstert. Die Türverkleidungen bestanden aus blassrosa Vinyl. Zu La Femme gab es auch eine rechteckige Handtasche, die mit den Innenraumfarben harmonierte. Sie konnte in einer besonderen Ablage hinten am Beifahrersitz verstaut werden. Jede Tasche war mit einem Schminkset, bestehend aus Lippenstiftbehälter, Zigarettenetui, Feuerzeug und Geldbörse, versehen, die von „Evans“ entworfen und gefertigt wurden. Hinten am Fahrersitz befand sich eine Ablage mit Regenmantel, Regenhut und Schirm, die zum Rosenblütendekor im Innenraum passten. Die Prospekte erwähnten, dass La Femme extra „für Ihre Majestät... die amerikanische Frau“ gefertigt worden war.

### 1956
Im Modelljahr 1956 kehrte La Femme mit nicht weniger Theaterdonner zurück: Die Händler erhielten Briefe von der Marketingabteilung, in denen La Femme als „erstaunlicher Erfolg“ bezeichnet wurde. In diesem Jahr ersetzte Dodge die Farben Heiderosa und Saphierweiß durch „dunstige Orchidee“ und „königliche Orchidee“. Der Innenraum des 1956er-Modells war nicht von dem des 1955er-Modells inspiriert, sondern hatte speziell nur für La Femme gefertigte Sitzmuster, Innenfarben und Teppiche. Die Ablagen hinter den Vordersitzen wurden 1956 ebenfalls verändert, um den Regenmantel, den Regenhut und den Schirm aufzunehmen, die mit dem Wagen ausgeliefert wurden.
Ende des Modelljahres 1956 stellte Dodge den La Femme ein und legte das Konzept ad acta. Da der La Femme nur ein Sonderausstattungspaket für 143,-- US-$ war, wurden seine Produktionszahlen nie separat von den anderen Dodge-Modellen aufgezeichnet. Man nimmt aber an, dass ungefähr 1500 Fahrzeuge 1955 und etwa 1000 Fahrzeuge 1956 entstanden sind.